# Parathyma asitina
Parathyma asitina är en fjärilsart som beskrevs av Hans Fruhstorfer 1906. Parathyma asitina ingår i släktet Parathyma och familjen praktfjärilar. Inga underarter finns listade i Catalogue of Life.